# 辰巳自動車学校
辰巳自動車学校（たつみじどうしゃがっこう）は千葉県市原市勝間に本社を置く株式会社辰巳自動車教習所が運営する指定自動車教習所である。

## 沿革
- 1981年（昭和56年） - 辰巳自動車学校創立。普通自動車・普通自動二輪車の教習を開始。
- 1999年（平成11年） - TBSドラマ『教習所物語』の撮影を行う。
- 2003年（平成15年） - 大型自動二輪車の教習を開始。
- 2005年（平成17年） -  普通自動車第二種の教習を開始。
- 2005年（平成17年） - 大型自動車の教習を開始。
- 2007年（平成19年） - 中型自動車の教習を開始。
- 2011年（平成23年） - 大型特殊自動車の教習を開始。

## 教習車種
- 大型自動車
- 中型自動車
- 普通自動車（MT・AT）
- 大型自動二輪車（MT・AT）
- 普通自動二輪車（MT・AT）
- 普通自動二輪車小型限定（MT・AT）
- 大型特殊自動車
- 普通自動車第二種（MT・AT）
- ペーパードライバー

## アクセス
- JR東日本内房線八幡宿駅、五井駅、浜野駅、外房線誉田駅、鎌取駅、小湊鉄道光風台駅各駅より送迎バスあり。

## 所在地
- 千葉県市原市勝間1827-1

## その他
- 花の教習所。平成26年から花壇やコースのまわりに沢山の花を植える計画が始まった。初年度の夏はひまわりやマリーゴールド、黄花コスモスが咲いた。
- キャッチコピーに「やさしいコースで楽々免許」とあり、所内のコースはコンパクトで運転しやすい。辰巳自動車学校の路上コースは山道、市街地、住宅地等も取り入れ、免許取得のためには環境のいいコースである。
- 高速教習は館山自動車道の市原IC - 圏央道の木更津ICを走行する。
- この教習所はテレビ番組・映画・インターネット配信ビデオ・広告等の撮影、自動車の性能や燃費実験等で毎年数回起用されており、下記のような事例がある。
- テレビドラマ
  - 教習所物語
  - 砂の器
  - 愛と友情のブギウギ
  - アオイホノオ
- バラエティ番組
  - あっぱれ!!さんま新教授
  - 所さんの目がテン!
  - 日曜ゴールデンで何やってんだテレビ
- TVCM
  - 損保ジャパン
- ミュージックビデオ
  - YUKI